# Żdżar (powiat szczecinecki)
Żdżar – (do 1945 r. niem. Sager) – osada w Polsce położona w województwie zachodniopomorskim, w powiecie szczecineckim, w gminie Barwice.
W latach 1975–1998 miejscowość położona była w województwie koszalińskim.
W miejscowości znajduje się zespół dworsko-parkowy z końca XIX w. Dwór przebudowano w latach 50. XX w. Obecnie w rękach prywatnych, trwają prace mające przywrócić pierwotny charakter budynku. Do dworu przylega park o pow. 2 ha.